# Moissida
Moissida (en francès Mussidan) és un municipi francès situat al departament de la Dordonya i a la regió de la Nova Aquitània.

## Demografia
| 1962                                       | 1968  | 1975  | 1982  | 1990  | 1999  | 2007  |
| ------------------------------------------ | ----- | ----- | ----- | ----- | ----- | ----- |
| 3.024                                      | 3.048 | 3.235 | 3.236 | 2.985 | 2.845 | 2.823 |
| Des de 1962: població sense dobles comptes |       |       |       |       |       |       |

## Administració
| Període   | Identitat             | Partit        |
| --------- | --------------------- | ------------- |
| 1955-1965 | Georges Gerbeaud      |               |
| 1965-1989 | Pierre Bonneau        | MRG           |
| 1989-2001 | Gérard-Jean Chevalier | RPR           |
| 2001-2014 | Jean-Yves Fulbert     | Divers gauche |
| 2014-     | Stéphane Triquart     | Divers droite |

## Agermanaments
- Vigy
- Sainte-Anne (Martinica)
- Woodbridge (Suffolk)